# Reichsjustizprüfungsamt

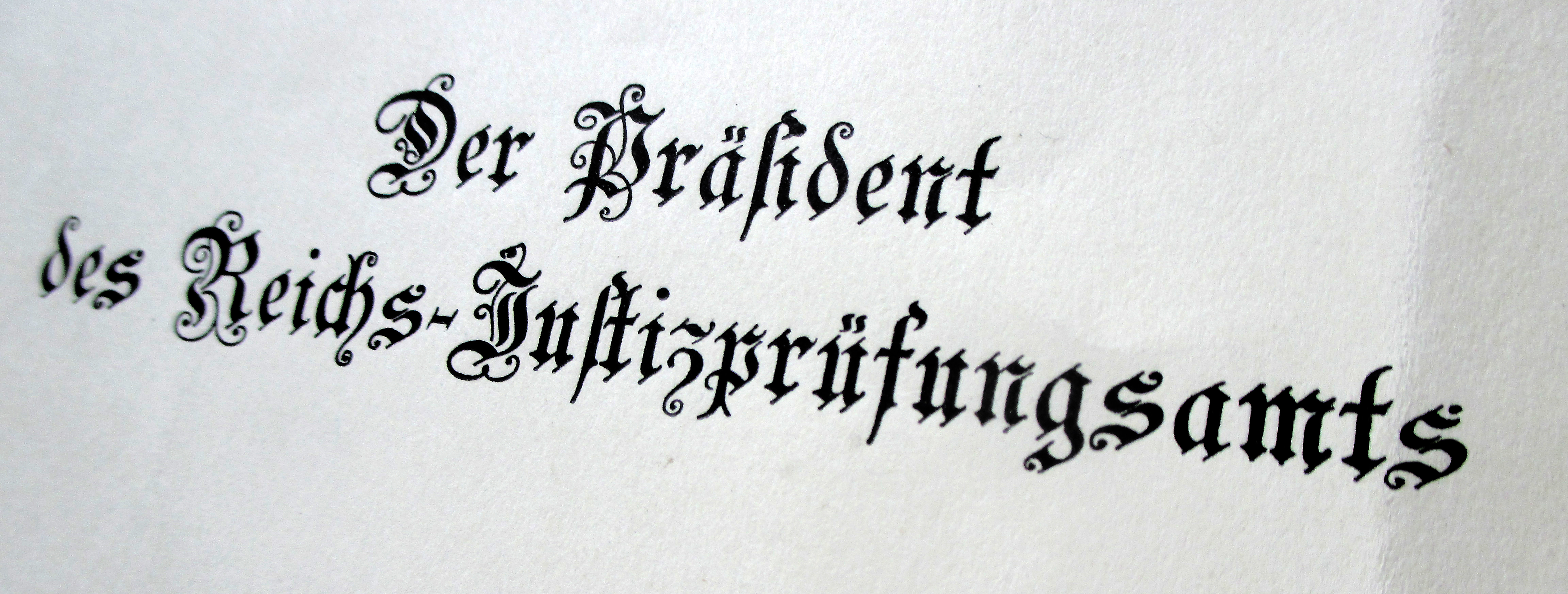
Zeugnis – Referendar H.D. – Staatsprüfung am 6. April 1937 – Der Präsident des Reichs-Justizprüfungsamts

Das Reichsjustizprüfungsamt (RJPrA) wurde durch Führererlass vom 21. September 1934 (RGBl. I S. 845) beim Reichsministerium der Justiz in Berlin eingerichtet und nahm am 1. November des Jahres seine Tätigkeit auf. Präsident war Otto Palandt bis zu seinem Eintritt in den Ruhestand 1943. Im Rahmen der Gleichschaltung und Zentralisierung der nationalsozialistischen Machthaber wurden die bisherigen Landesjustizprüfungsämter aufgelöst und ihre Aufgaben beim Reichsjustizprüfungsamt angesiedelt. Unter dem Schlagwort „Verreichlichung der Justiz“ wurde in den Jahren 1934/1935 die gesamte Justizverwaltung auf das Reich übergeführt. An die Stelle der Landesjustizminister traten zum 1. April 1935 die Oberlandesgerichtspräsidenten, die als Reichsbeamte die Mittelbehörden vor Ort darstellten. Die Führung in Berlin konnte damit unmittelbar Einfluss auf die Justiz ausüben.
Nach Bestimmung des Reichsministers der Justiz oblag dem Reichsjustizprüfungsamt die Oberleitung der ersten juristischen Staatsexamina, die in den verschiedenen Prüfungsstellen München, Dresden, Hamburg und Stuttgart abgenommen wurde, sowie die Abhaltung der großen juristischen Staatsprüfung (Assessorexamen). Ferner konnte es mit der Bearbeitung von allgemein den höheren Justizdienst betreffenden Angelegenheiten des Prüfungswesens betraut werden.
Mit Verordnung über den Ausbau des Reichsjustizprüfungsamtes vom 27. Februar 1935 (RGBl. I S. 342) durch den Reichsminister der Justiz, Franz Gürtner, wurde die bis dahin zentrale Durchführung der großen Staatsprüfung den örtlichen Stellen überlassen. Nach Paragraph 1 der Verordnung leitete das RJPrA das gesamte juristische Prüfungswesen. Zudem stellte es die Aufgaben, beaufsichtigte die Prüfungsämter und Prüfungsstellen und trug dafür Sorge, dass im gesamten Reich nach gleichen Grundsätzen verfahren und nach gleichem Maßstab geurteilt werden sollte. Dazu wurden Prüfungsstellen in Berlin, Dresden, Düsseldorf, Hamburg, München und Stuttgart eingerichtet.